# Forte dei Marmi
Forte dei Marmi är en ort och kommun i provinsen Lucca i regionen Toscana i Italien. Kommunen hade 7 249 invånare (2018).